# Cemitério Oak Hill (Washington, D.C.)

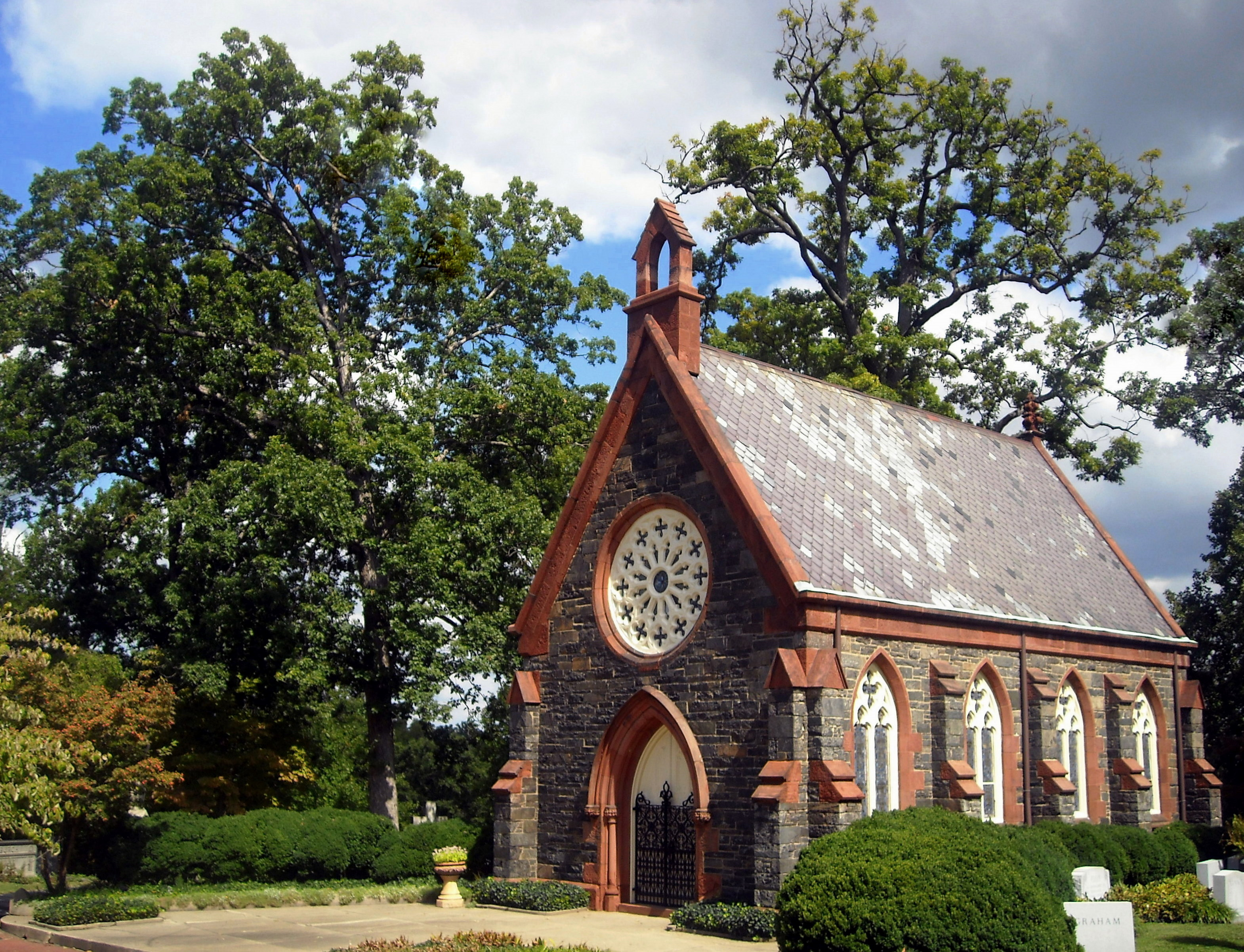
Edificação sacra situada na Colina do Carvalho, integrante do recinto sepulcral

O Cemitério Oak Hill (em inglês:  Oak Hill Cemetery) é um cemitério histórico com área de 8,9 hectares e também jardim botânico, localizado em Georgetown, distrito de Washington, D.C.
O cemitério foi instituído em 1848, como parte do movimento de criação de cemitérios rurais, inspirado diretamente pelo sucesso do Cemitério Mount Auburn, quando William Wilson Corcoran comprou 6,1 hectares de terra.

## Personalidades sepultadas

### A
- Dean Acheson (1893-1971), Secretário de Estado dos Estados Unidos Presidente dos Estados Unidos na presidência de Harry S. Truman
- Frederick Aiken (1832-1878), attorney for Mary Surratt

### B
- Spencer Fullerton Baird (1823-1887), founder of the Marine Biological Laboratory at Woods Hole, and second secretary of the Instituto Smithsoniano

### C
- Wilkinson Call (1834-1910), U.S. Senator from Florida
- Frances Carpenter (1890-1972), Photographer and writer[1]
- Samuel S. Carroll (1832-1893), United States Army general
- Joseph Casey (1814-1879), U.S. Representative from Pennsylvania
- William Wilson Corcoran (1798-1888), banker and philanthropist
- Richard Cutts (1771-1845), U.S. Representative from Massachusetts, Comptroller of the Treasury

### D
- Rachel Davies – see Rachel Davies (Rahel o Fôn) under "F"
- Josiah Dent (1817–1899), third president of the Board of Commissioners of the District of Columbia
- Lorenzo Dow (1777-1834), frontier preacher and author
- William M. Dunn (1814-1887), U.S. Representative from Indiana, Judge Advocate General of the United States Army

### E
- John Eaton (1790-1856), senador dos Estados Unidos do Tennessee, Secretário da Guerra dos Estados Unidos
- George Eustis Jr. (1828-1872), U.S. Representative da Louisiana

### F
- Rachel Davies (Rahel o Fôn) (1846-1915), Welsh-born preacher
- Uriah Forrest (1746-1805), Continental Congressman and U.S. Representative from Maryland
- Thomas J. D. Fuller (1808-1876), U.S. Representative from Maine

### G
- Katharine Graham (1917-2001), president of The Washington Post

### H
- Peter V. Hagner (1815-1893), United States Army officer
- John Harris (USMC) (1793-1864), Sixth Commandant of the Marine Corps, Colonel
- James P. Heath (1777-1854), U.S. Representative from Maryland
- John J. Hemphill (1849-1912), U.S. Representative from South Carolina
- Joseph Henry (1797-1878), first secretary of the Smithsonian Institution
- Herman Hollerith (1860-1929), statistician and inventor
- Samuel Hooper (1808-1875), U.S. Representative from Massachusetts

### I
- Ebon C. Ingersoll (1831-1879), U.S. Representative from Illinois

### J
- Thomas S. Jesup (1788-1860), Quartermaster General of the U.S. Army from 1818 to 1860, "Father of the Modern Quartermaster Corps"

### K
- Philip Barton Key (1757-1815), U.S. Representative from Maryland

### L
- William S. Lincoln (1813-1893), U.S. Representative from New York

### M
- Gale W. McGee (1915-1992), U.S. Senator from Wyoming, U.S. Ambassador to the Organization of American States
- John R. McPherson (1833-1897), U.S. Senator from New Jersey

### O
- Štefan Osuský (1889-1973), Slovak diplomat

### P
- John Howard Payne (1791-1852), composer of "Home! Sweet Home!"
- Paul J. Pelz (1841-1918), architect of the Library of Congress
- George Peter (1779-1861), U.S. Representative from Maryland
- Charles Pomeroy (1825-1891), U.S. Representative from Iowa
- John Pool (1826-1884), U.S. Senator from North Carolina

### R
- Jesse L. Reno (1823-1862), United States Army officer from Virginia
- Max Robinson (1939-1988), journalist
- William Ledyard Rodgers (1860-1944), United States Navy admiral; naval and military historian

### S
- Howard K. Smith (1914-2002), CBS and ABC newscaster; war correspondent; film star
- Samuel Sprigg (c. 1783-1855), governor of Maryland
- Edwin M. Stanton (1814-1869), United States Attorney General under President James Buchanan, Secretary of War under President Abraham Lincoln
- Hestor L. Stevens (1803-1864), U.S. Representative from Michigan
- Noah Haynes Swayne (1804-1884), Associate Justice of the Supreme Court of the United States

### T
- James Noble Tyner (1826-1904), U.S. Representative, United States Postmaster General under President Ulysses S. Grant

### W
- Robert J. Walker (1801-1869), Secretary of the Treasury, U.S. Senator from Pennsylvania
- George Corbin Washington (1789-1854), U.S. Representative from Maryland, grand-nephew of George Washington
- Edward Douglass White (1844-1921), Associate Justice of the Supreme Court of the United States and later Chief Justice of the United States[2]

### Y
- David Levy Yulee (1810-1886), U.S. Senator from Florida, first Jew to serve in the Senate